# ديب ريفر (كونيتيكت)
ديب ريفر (بالإنجليزية: Deep River, Connecticut)‏ هي بلدة أمريكية تقع في الولايات المتحدة في Middlesex County. يقدر عدد سكانها بـ 4,629 نسمة ومساحتها 36.8 كم2 وترتفع عن سطح البحر 40 متر.

## أعلام
- إليزابيث جارفيس كولت
- تشارلز إي. كلارك
- توماس س. أكتون
- غريتشن مول
- بيل أرمسترونغ